# Navalafuente
Navalafuente est une commune de la communauté de Madrid, en Espagne.